# 三石山 (千葉県)
三石山（みついしやま）は、千葉県君津市にある標高282mの山である。房総丘陵の山の一つである。

## 概要
三石山は、小櫃川の最上流部で、清澄山系の西北端に位置し、山頂には山名の由来となった三つの奇岩がある。また、山頂付近には、君津市によって三石山展望広場が設置され、覚恵上人により開山された三石山観音寺が建っている。通称「三石観音」と呼ばれ、古くから航海安全と縁結びに御利益があると云われており、特に漁業関係者の信仰が盛んな寺院として知られている。

## アクセス
アクセス　君津市
- 自動車
  - 木更津東ICより国道465号の三石山入口を経由して三石山観音寺駐車場まで35分。
- 鉄道
  - 久留里線上総亀山駅で下車後、徒歩。
- バス
  - 千葉駅より高速バスカピーナ号または東京駅よりアクシー号で亀山・藤林バス停[注釈 1]、笹バス停、または君津ふるさと物産館バス停下車後、徒歩（林道片倉三石線を利用）約50分。
  - 安房鴨川駅より鴨川市コミュニティバス北ルートで金山ダムバス停下車後、徒歩（三石歩道を利用）約3時間。
  - 安房天津駅より鴨川市コミュニティバス清澄ルートで清澄寺バス停下車後、徒歩（関東ふれあいの道・三石歩道を利用）約3時間。
  - 久留里線の下郡駅より上総亀山駅の間、または君津市内の小櫃地区の高速バスの停留所より君津市デマンドタクシー「きみぴょん号」を利用。